# Biserica Sfântul Nicolae din Dranovățu
Biserica Sf. Nicolae din satul Dranovățu, comuna Găneasa, județul Olt este o biserică de rit ortodox, ctitorită între anii 1871 - 1887.